# Мандауэ

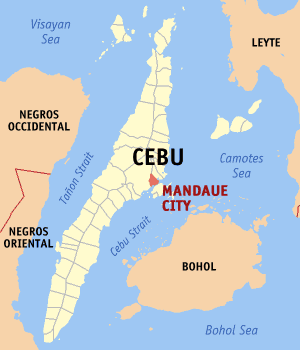

Мандауэ (таг. Lungsod ng Mandaue) — город на Филиппинах, на территории региона Центральные Висайи. Входит в состав провинции Себу. Является частью городской агломерации Себу.

## История
Поселение на месте современного города существовало уже во времена открытия острова Магеланом. Итальянский мореплаватель Антонио Пигафетта упоминает о Мандануэ, как об одной из деревень на острове Себу, управляемой местным вождём Апаноаном. В 1839 году Мандануэ получил от испанских властей статус селения (pueblo), а в 1969 году от властей независимых Филиппин — статус города.

## Географическое положение
Город находится в восточной части острова Себу, на берегу пролива Мактан, на расстоянии приблизительно 565 километров к юго-востоку от столицы страны Манилы. Абсолютная высота — 0 метров над уровнем моря.

## Население
По данным официальной переписи 2007 года численность населения составляла 259 153 человек.

Динамика численности населения города по годам:
| 2000    | 2007    | 2013    |
| ------- | ------- | ------- |
| 259 728 | 318 577 | 371 344 |

## Административное деление
Территория города административно подразделяется на 27 барангаев:
| - Аланг-аланг (Alang-alang) - Бакилид (Bakilid) - Банилад (Banilad) - Басак (Basak) - Кабанкалан (Cabancalan) - Камбаро (Cambaro) - Кандуман (Canduman) - Касили (Casili) - Касунтинган (Casuntingan) - Сентро (Centro) - Кубакуб (Cubacub) - Гуизо (Guizo) - Ибабао-Эстансиа (Ibabao-Estancia) - Хагобиао (Jagobiao) | - Лабогон (Labogon) - Лоок (Looc) - Магуикау (Maguikay) - Мантуйонг (Mantuyong) - Опао (Opao) - Пагсабунган (Pagsabungan) - Пакнаан (Paknaan) - Субангдаку (Subangdaku) - Табок (Tabok) - Тавасон (Tawason) - Тингуб (Tingub) - Типоло (Tipolo) - Умапад (Umapad) |

## Города-побратимы
- Бакэу, Румыния
- Мосул, Ирак
- Баколод, Филиппины
- Багио, Филиппины
- Лонгвью, США
- Бутуан, Филиппины
- Марикина, Филиппины
- Думагете, Филиппины